# Luciferová žluť
Luciferová žluť je fluorescenční barvivo užívání v buněčné biologii pro zobrazení živé i zafixované tkáně.
Barvivo poprvé připravil Walter W. Stewart v National Institutes of Health a v roce 1978 si jej nechal patentovat.

## Použití
Používá se lithná, sodná nebo amonná sůl. Karbohydrazidová skupina se kovalentně pojí s biomolekulami během aldehydové fixace. Dále se do žluti přidává vinylsulfon, ethylendiamin a kadaverin.